# Maison commémorative Bethune
La Maison commémorative Bethune (Bethune Memorial House) est un site historique du Canada situé à Gravenhurst (Ontario) dans la Municipalité de district de Muskoka.
Elle a été construite en 1880, et commémore la vie et le travail de Norman Bethune (1890-1939), médecin canadien.

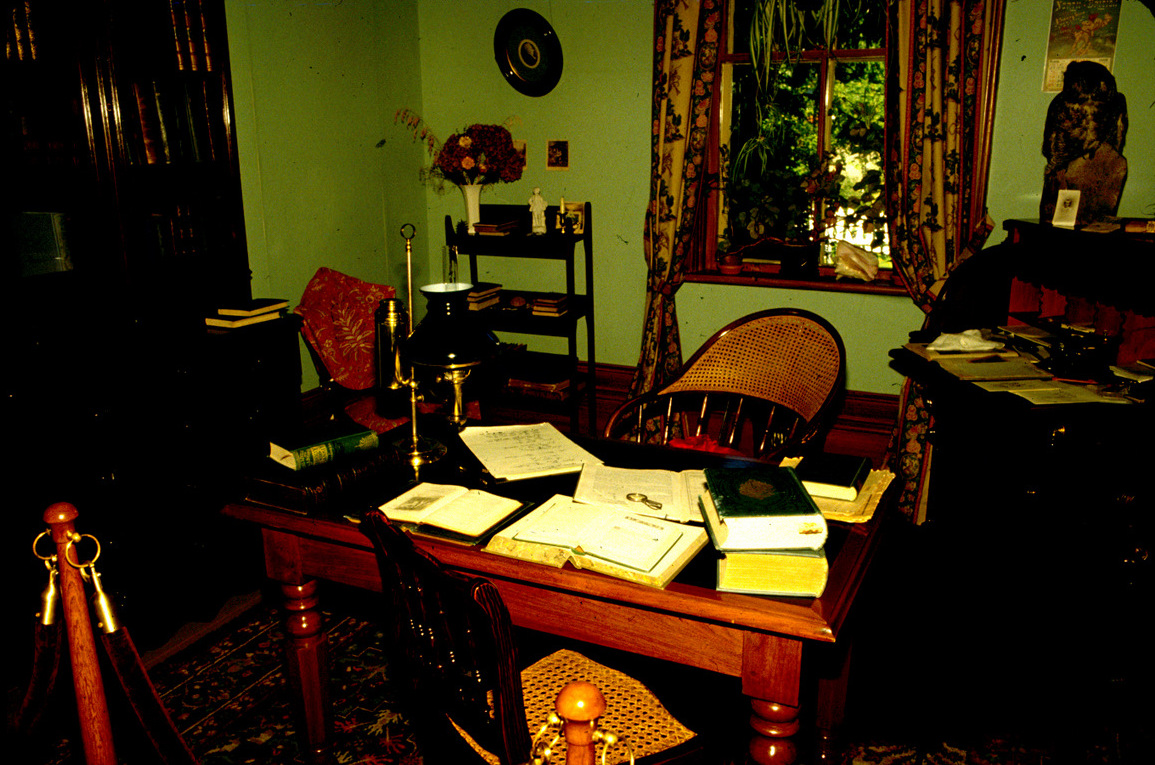
Bureau de Norman Bethune